# Nebelung (Band)
Nebelung ist eine im Herbst 2004 gegründete Neofolk- bzw. Darkfolk-Band aus Bonn. 

## Stil
Die Gründer Stefan Otto (Gesang, Gitarre), Thomas List (Gitarre) und Katharina Hoffmann (Cello) werden regelmäßig von Gastmusikern unterstützt, sodass neben akustischer Gitarre, Cello und tiefem Gesang verschiedene weitere Instrumente in der Musik von Nebelung eine Rolle spielen (darunter Geige, Bratsche, Kontrabass, Flöte, Akkordeon, Percussion und weiblicher Gesang). Der Stil der Musik wird als „ruhig“ und „melancholisch“ beschrieben.
Der Name „Nebelung“ ist der alte deutsche Name des Monats November und steht laut der Band für den Monat der Melancholie und der menschlichen Schwäche im Angesicht der Omnipotenz der Natur. Da die Musik von der Natur inspiriert ist, verwendet die Band keine elektronischen Instrumente. Als musikalische Einflüsse werden die frühen Akustischen Werke von Ulver genannt.

## Diskografie

### Alben
- 2005: Mistelteinn (CD/LP; Eis Und Licht) Re-Release 2016 als Weiße Vinyl via Temple Of Torturous, limitiert auf 300 Exemplare.
- 2008: Vigil (CD; Eis Und Licht)
- 2014: Palingenesis (CD/Doppel-LP; Temple of Torturous) Erschien in insgesamt 5 Versionen.

### Singles
- 2006: Reigen (7" Vinyl; Eis Und Licht)

### Beiträge auf Kompilationen
- 2008: Ausklang (Landscape I: The Forest)
- 2009: Reigen (Death Aesthetics)
- 2010: Ich würd es hören (Whom The Moon A Nightsong Sings)
- 2010: Graue Nacht (Der Wanderer über Dem Nebelmeer)